# Pierre de taille
Ne doit pas être confondu avec Pierre taillée ou Taille de pierre.

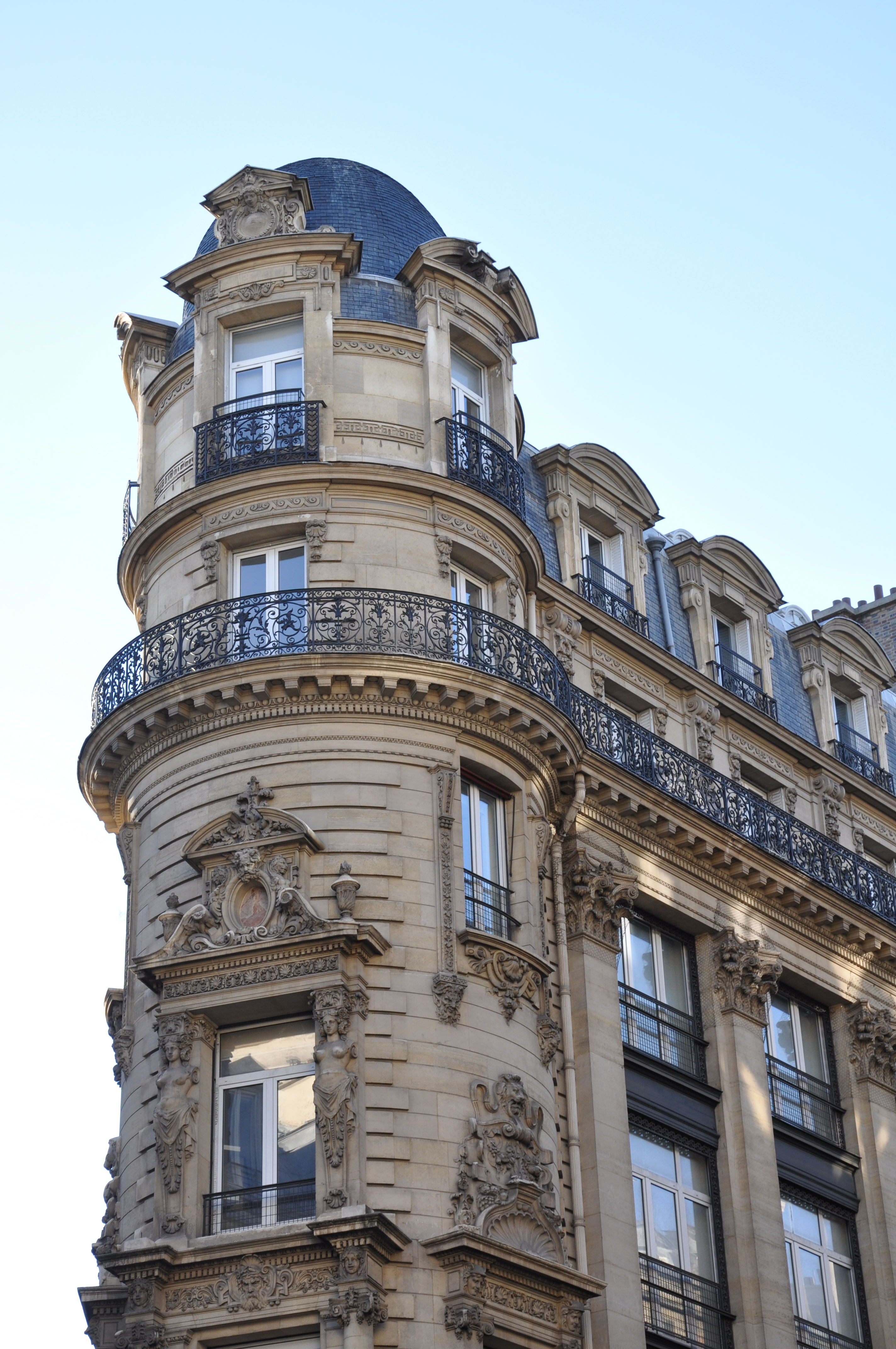
Paris est connue pour la qualité de son architecture en pierre de taille, typiquement en calcaire lutétien des carrières de la région. Ici, un immeuble post-haussmannien, traditionnel de la capitale.

La pierre de taille est une pierre naturelle dont toutes les faces sont dressées, c'est-à-dire taillées, par un tailleur de pierre, pour obtenir des plans plus ou moins parfaits, et utilisée pour la construction.

## Description
Les joints du parement (face visible du bloc) sont alors rectilignes, l'appareil (arrangement de la maçonnerie) est polygonal. Les moellons n'ont pas la même forme ajustée. D'après Jean-Marie Pérouse de Montclos, la pierre de taille est « une pierre aux pans soigneusement dressés et aux arêtes vives, dont la mise en œuvre donne une maçonnerie à joints fins et réguliers ».
La hauteur de l'assise (rang de pierres de même hauteur) va distinguer (voir appareil) :
- le « grand appareil » (plus de 35 cm de haut) ;
- le « moyen appareil » (entre 35 et 20 cm) ;
- le « petit appareil » (moins de 20 cm).

La pierre de taille doit être :
- résiliente : une pierre trop longtemps exposée aux intempéries sur toutes ses faces, ou chargée sur ses arêtes, perd sa résistance aux chocs ;
- non gélive : une pierre poreuse ou micro-fissurée est gélive.

Le plus souvent extraite dans des carrières spécifiques, la pierre de taille, calcaire ou grès de construction, était l'un des principaux matériaux utilisés pour l'édification des cathédrales. Plus que leur résistance à l'écrasement, c'était dans ce cas la finesse du grain et la facilité à être travaillée qui était privilégiée dans le choix des bâtisseurs.
On y trouve souvent dans les renseignements immobiliers, l'abréviation « PdT » pour signifier un immeuble réalisé en pierre de taille.

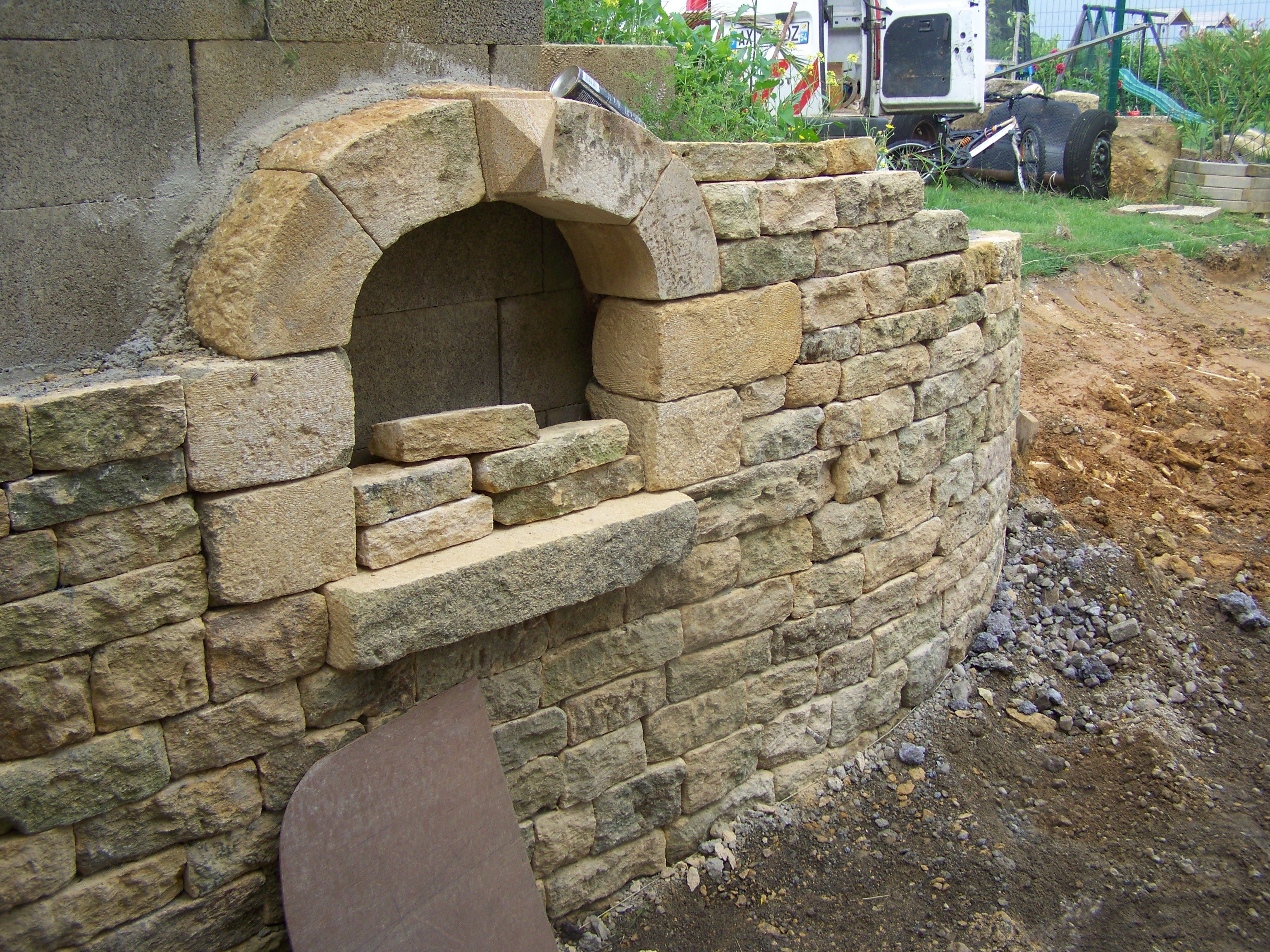
Mur en moellon avec une niche en pierre de taille.
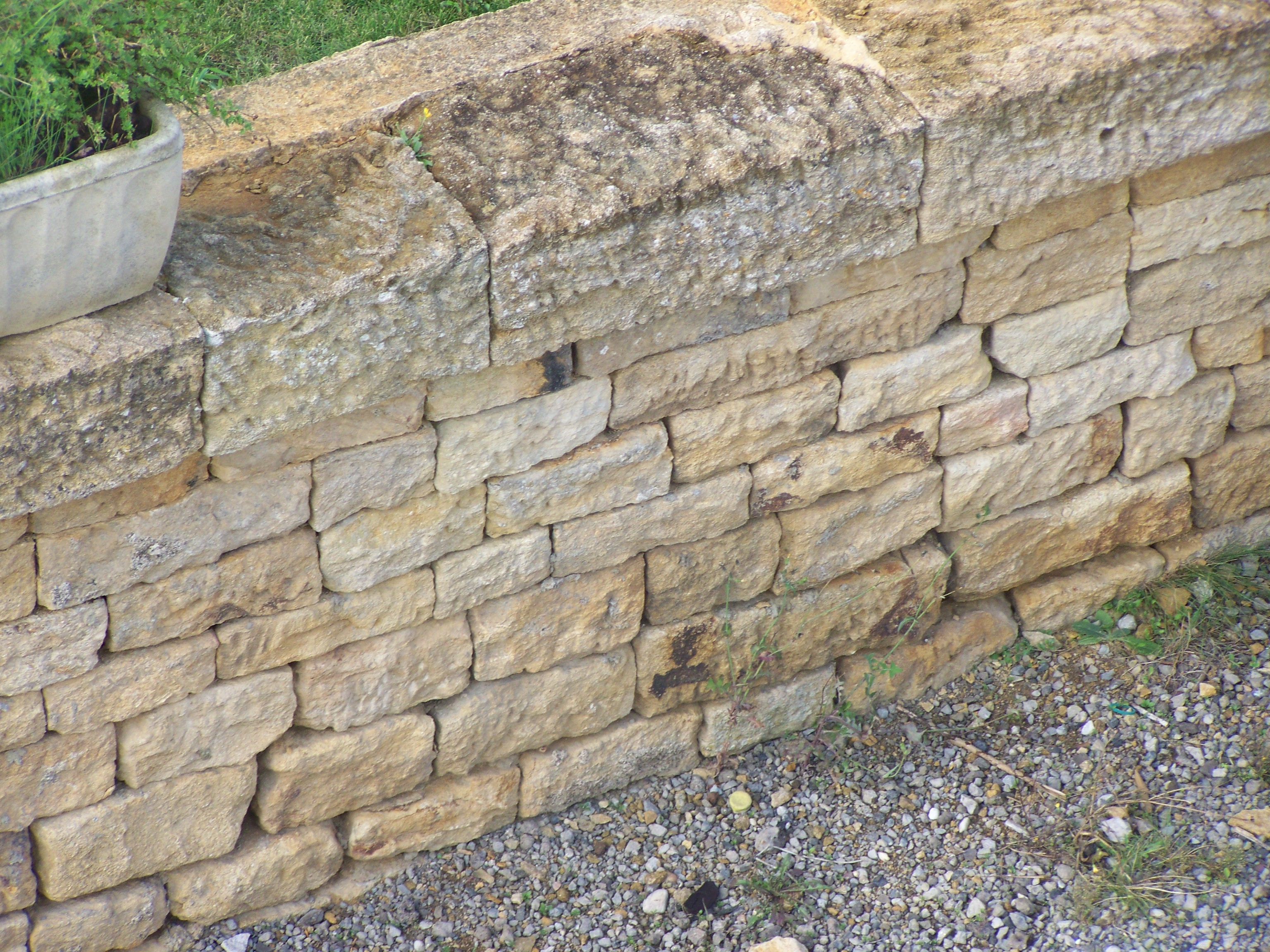
Couvre-mur en pierre de taille sur mur en moellons.
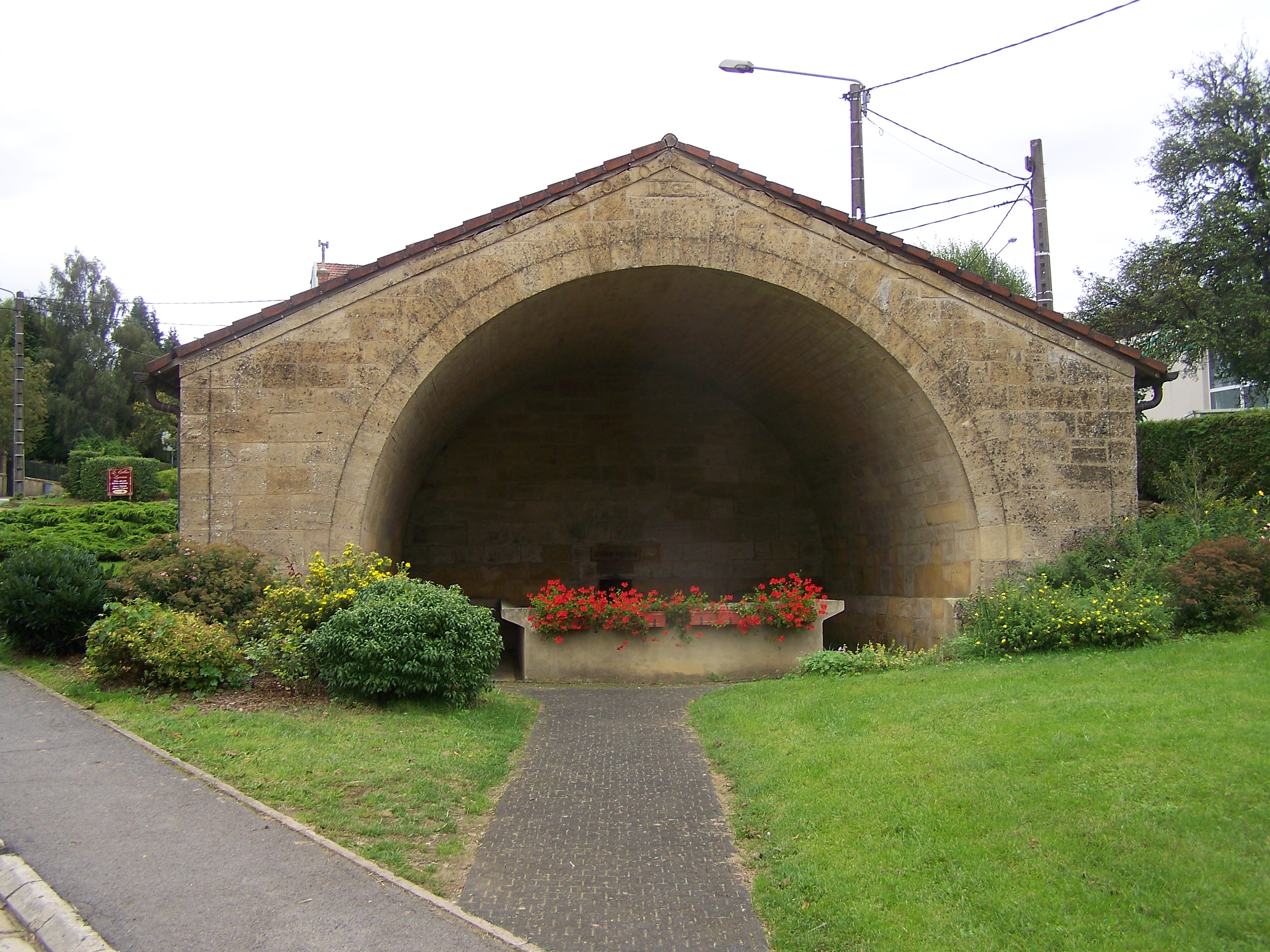
Lavoir réalisé en pierre de taille.

## Archéologie
Depuis les années 1980, plusieurs approches pluridisciplinaires renouvellent l'archéologie de la construction. La restauration, la réhabilitation, voire la démolition d'un édifice ancien peut en effet être précédée par une étude archéologique des élévations qui permet d'identifier l'origine et le façonnage des pierres, leur transport et leur mise en œuvre lors de phases de construction et de modifications du bâti (relevés détaillés au pierre à pierre), et par des recherches géoarchéologiques qui étudient les dépôts anthropiques (archives du sol) situés à proximité de la construction,.